# Dvärgtätört
Dvärgtätört (Pinguicula villosa) är en tätörtsväxtart som beskrevs av Carl von Linné. Enligt Catalogue of Life ingår Dvärgtätört i släktet tätörter och familjen tätörtsväxter, men enligt Dyntaxa är tillhörigheten istället släktet tätörter och familjen tätörtsväxter. Arten är reproducerande i Sverige. Inga underarter finns listade i Catalogue of Life.

## Bildgalleri

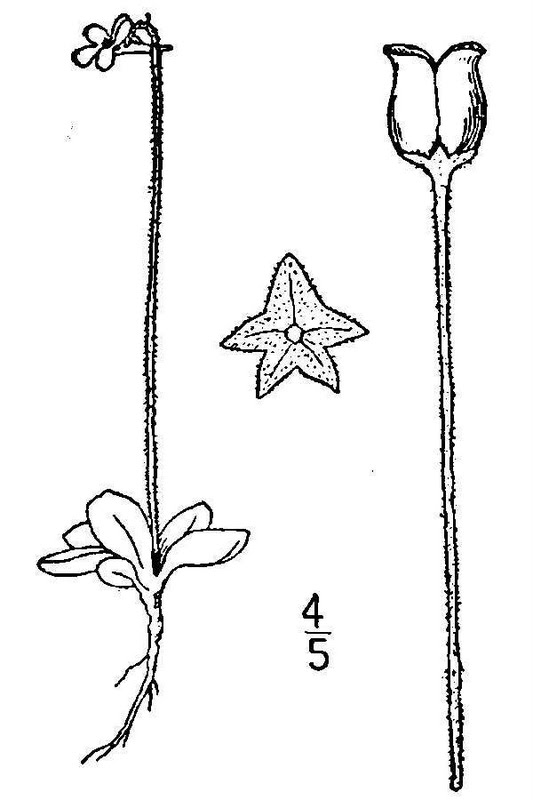